# Service d'inspection
 (décembre 2015).
Si vous disposez d'ouvrages ou d'articles de référence ou si vous connaissez des sites web de qualité traitant du thème abordé ici, merci de compléter l'article en donnant les références utiles à sa vérifiabilité et en les liant à la section « Notes et références ».
Certains services d'inspection ou corps d'inspection sont des groupes de fonctionnaires (inspecteurs) chargés de procéder à des inspections ou à des études au sein des administrations et des collectivités.
Il existe aussi divers services d’inspection privés ou parapublics, agréés ou non, de produits, des certifications, écocertifications et de normes (volontaires ou non) qui inspectent notamment la traçabilité et la qualité de produits, infrastructures (bâtiments, réseaux électriques ou de gaz, etc.), animaux (inspection vétérinaire, douanes) et services, sur tout ou partie d'une chaîne d'approvisionnement, de fabrication et de vente ou de récupération, recyclage de produits en fin de vie. D'importantes marées noires et naufrages ont encouragé le développement de services d'inspection de bateaux.

## Histoire
- L'escauwage (escavage, escaulvaige), du verbe escauwer qui aurait pour étymologie franco-anglaise scawage qui a donné scauwen en flamand et escaulvage ou scavage en anglais dans les années 1400, et qui désignait en ancien français l'inspection ou la visite d'inspection des chemins, routes haies[1].

## En Europe

### Le cas de l'environnement
Le parlement européen reproche aux États membres de manquer à leur devoir d’inspection environnementale. Chaque état doit théoriquement subsidiairement vérifier l'application de la législation environnementale communautaire, mais les modalités sont peu efficaces et disparates « ce qui conduit non seulement à la dégradation continue de l'environnement mais également à des distorsions de concurrence ». 
Une résolution des députés (adoptée à 390 voix pour, 8 contre et 11 abstentions en novembre 2008) a appelée la Commission à présenter - avant fin 2009 - une proposition de directive sur l'inspection environnementale, car la recommandation de 2001 du parlement et du Conseil définissant des critères pour la planification, la réalisation et le suivi des inspections environnementales n’a pas ou peu été suivie. En outre dans la période 2000- 2008, il n’y a pas ou peu eu d’inspection des États membres concernant la création et bonne gestion du réseau Natura 2000, le contrôle du trafic de déchets, la directive Reach sur l'enregistrement et l'autorisation des produits chimiques, la limitation de certaines toxiques ou produits dangereux dans les produits, commercialisés, la protection des espèces menacées, la surveillance des activités liées aux OGM ou des systèmes fondés sur le principe de la responsabilité du producteur.
Le Parlement européen veut renforcer le réseau de l'Union européenne pour la mise en œuvre et le contrôle de l'application du droit de l'environnement (IMPEL) et constituer une force communautaire d'inspection environnementale.
Les députés demandent aussi aux états — outre de mieux appliquer la convention d'Aarhus — de développer l'aide à l'action d'éducation et d'information sur l'environnement.

## En France
En France, un service d'inspection ou un corps d'inspection est un groupe d'agents publics (fonctionnaires, magistrats ou militaires) chargés de procéder à des inspections ou à des études au sein des ministères ou pour le compte de ces derniers. 

### Historique
Des précédents historiques peuvent être trouvés au système de corps d'inspection, y compris dans l'Ancien Régime, mais la préférence des gouvernants allait plutôt à des agents ayant un pouvoir général comme les intendants ou les gouverneurs. Il en va de même pendant la Révolution française où les représentants en mission contribuent au contrôle du fonctionnement des administrations locales. 
Mais c'est Napoléon Ier qui crée le système des inspections spécialisées, notamment avec l'inspection des lycées créée en 1802[réf. nécessaire]. D'autres inspections suivront au fur et à mesure des régimes, notamment l'Inspection générale des finances en 1816. 

### Organisation
Les différentes inspections générales sont appelées corps d'inspection quand elles constituent en même temps un corps de la fonction publique. Les services d'inspection qui ne sont pas organisés sous la forme d'un corps distinct sont composés de fonctionnaires relevant d'autres corps et qui sont simplement « chargés de missions d'inspection ». 
Les membres des services d’inspection sont souvent des fonctionnaires ayant commencé leur carrière dans l'administration active, c'est-à-dire de terrain. Ce sont donc des personnes ayant une certaine expérience professionnelle dans le domaine. Le statut de la plupart des services d'inspection autorise les autorités ayant pouvoir de nomination à y recruter des personnes ayant d'autres profils, y compris des non-fonctionnaires, par le système du « tour extérieur ». 
Chaque inspection a à sa tête un responsable, qui prend le nom d'inspecteur général, de chef de service ou de doyen. Interlocuteur principal du ministre, le chef de service est chargé de coordonner l'activité des inspecteurs. Toutefois, ces derniers rédigent leurs rapports sous leur propre responsabilité. 
Toutes les inspections sont placées sous l'autorité directe d'un ministre, qui est chargé de la « gestion » du corps (position statutaire, rémunération, discipline), mais elles peuvent être mises à dispositions d'autres ministres. 
Trois inspections présentent un caractère particulier : l'Inspection générale des finances (IGF), l'Inspection générale des affaires sociales (IGAS) et l'Inspection générale de l'administration (IGA). Elles sont « interministérielles », c'est-à-dire qu'elles peuvent intervenir dans chaque ministère sans que cela soit prévu par une mission spécifique. Elles accueillent pour une large part des hauts fonctionnaires sortis de l'École nationale d'administration.
Dans certains ministères, des « conseils généraux » exercent des missions d'inspection et sont à ce titre chargés des mêmes rôles que les services d'inspection auxquels ils sont assimilés.

### Rôle
Comme leur nom l'indique, les services d'inspection ont pour mission principale d'inspecter, c'est-à-dire de surveiller les administrations relevant du ministère. Ils s'intéressent rarement à l'administration centrale mais surveillent davantage les services déconcentrés et les établissements publics. Les inspecteurs s'assurent en particulier du bon respect des règlements, des instructions ou des normes techniques. 
Ces inspections peuvent les conduire à repérer des dysfonctionnements et à en tirer les conclusions, parfois pour sanctionner, mais aussi pour proposer une révision des procédures ou pour suggérer aux services ministériels de rappeler les règles à suivre. 
Ces fonctions traditionnelles subsistent actuellement à côté de nouvelles missions. Les services d'inspection sont ainsi souvent sollicités pour se livrer à des enquêtes sur des sujets précis dans l'ensemble du territoire, et à publier des rapports.  Ils ont une fonction de conseil tant auprès des services inspectés que des ministres et des services d'administration centrale. 
Les services d'inspection sont souvent appelés aussi à participer à la gestion des personnels des différents ministères, soit dans le recrutement (jurys de concours), soit dans la formation continue, soit dans la gestion des carrières, par leur présence dans les commissions administratives paritaires, soit dans les procédures disciplinaires. 
Dans certaines conditions, les inspections générales peuvent faire porter leurs contrôles sur des collectivités territoriales ou des organismes privés. Elles peuvent exercer des missions de conseil auprès de ministères d'autres pays ou d'organisations internationales. 
Individuellement, les inspecteurs généraux peuvent siéger dans différentes instances comme des commissions, des conseils d'administration d'établissements ou d'entreprises publics. 
Ils peuvent aussi accéder à des fonctions de cabinet ou à des postes de l'administration centrale, ou encore à la tête d'institutions importantes, au niveau national ou international. 

### Liste des services français d'inspection, par ministère
Les inspections indiquées en italiques sont seulement mises à dispositions des ministères en question. 
- Trois inspections sont interministérielles dans leur mission, mais demeurent rattachées à un ministère : 
  - Inspection générale des finances (IGF),
  - Inspection générale des affaires sociales (IGAS),
  - Inspection générale de l'administration (IGA).
- Ministère de la transition écologique et solidaire :
  - Inspection générale de l'environnement et du développement durable,
  - Inspection générale des affaires maritimes.
- Ministère de l'Europe et des Affaires étrangères
  - Inspection générale des affaires étrangères.
- Ministère des Armées :
  - Contrôle général des armées,
  - Inspection générale des armées.
- Ministère de la Justice :
  - Inspection générale de la Justice, créée en 2016 par fusion de l'inspection général des services judiciaires, l'inspection des services pénitentiaires et l'inspection de la protection judiciaire de la jeunesse[3].
- Ministère de l'Intérieur :
  - Inspection générale de l'administration (IGA),
  - Inspection générale de la Police nationale (IGPN),
  - Inspection générale de la Gendarmerie nationale (IGGN),
  - Inspection générale de la Sécurité civile (IGSC).
- Ministère de l'Économie et des Finances :
  - Inspection générale des finances (IGF),
  - Conseil général de l'économie, de l'industrie, de l'énergie et des technologies (CGEIET),
  - Contrôle Général économique et financier (CGEFI).
- Ministère de la Santé :
  - Inspection générale des affaires sociales (IGAS)
- Ministère de l'Éducation nationale :
  - inspection générale de l'éducation, du sport et de la recherche, créée en 2019 par fusion de l'inspection générale de l'Éducation nationale, l'inspection générale de l'administration de l'éducation nationale et de la recherche et l'inspection générale de la jeunesse et des sports et de l'Inspection générale des bibliothèques[4].
- Ministère de l'Action et des Comptes publics :
  - Inspection générale des finances (IGF),
  - Inspection générale des affaires sociales.
- Ministère de l'Agriculture et de l'Alimentation :
  - Inspection générale de l'agriculture,
  - Conseil général de l'alimentation, de l'agriculture et des espaces ruraux (CGAAER).
- ministère de la Culture :
  - Inspection générale des affaires culturelles,
  - Inspection des patrimoines,
  - Inspecteur et conseiller de la création, des enseignements artistiques et de l'action culturelle.

- Ministère du Travail
  - Inspection générale des affaires sociales (IGAS)
- Ministère de l'Enseignement supérieur, de la Recherche et de l'Innovation
  - Inspection générale de l'Éducation, du sport et de la recherche (IGAESR)
- Ministère de la Cohésion des territoires et des Relations avec les collectivités territoriales :
  - Inspection générale de l'environnement et du développement durable,
  - Inspection générale des affaires sociales.
- Ministère des Sports :
  - Inspection générale de l'éducation, du sport et de la recherche.

#### Services d'inspection supprimés
- Conseil général de l'environnement et du développement durable (CGEDD) remplacé par l'IGEDD[5] ;
- Inspection générale des services ;
- Inspection générale des archives de France ;
- Inspection générale de l'environnement;
- Inspection générale du tourisme ;
- Inspection générale des monuments historiques ;
- Inspection générale des musées de France ;
- Inspection générale de l'Éducation nationale ;
- Inspection générale de l'éducation, du sport et de la recherche
- Inspection générale des bibliothèques

### Autres services d'inspection non constitués en corps
Il existe en France une police de l'eau et diverses autorités environnementales, qui peuvent s'appuyer un corpus juridique environnemental récemment unifié sur un vocabulaire normalisé de l'environnement défini par l'Association française de normalisation (AFNOR). L'inspection de l'environnement n'est pas un corps. Elle est composée d'un ensemble de corps de l’État avec des disparités, pourtant exerçant les mêmes mission de contrôle chargé de veiller à la bonne application du droit de l'environnement.
L'inspection des services de renseignement (ISR) n'est pas un corps d’inspection : elle est constituée par des personnels appartenant à différentes inspections existantes (Contrôle général des armées, Inspection générale de l'administration, Inspection générale de la Justice, Inspection générale des finances, Conseil général de l'économie, de l'industrie, de l'énergie et des technologies et Inspection générale des armées). Le secrétariat de l'inspection des services de renseignement est assuré par la Coordination nationale du renseignement[réf. nécessaire].